# Soilent Green (Duitse band)
Soilent Green was een Duitse heavy metalband uit Hamburg, opgericht in 1983 door Uwe Främcke en Wolf Rambatz en een van de eersten in zijn soort die met Duitstalige teksten werkte. De band omschreef hun stijl als dirty metal. Zanger en frontman Michael Kalks (genaamd 'Soilent Michi') kenmerkte het optreden van de muzikanten. Met de tweede bezetting verscheen hun eerste lp met de naam Soilent Green (1986). De maxi-single TV Rocker volgde in 1987. Soilent Green plaatste verschillende gedichten van Erich Mühsam en trad op in Kunststück in het Hamburgse Schanzenviertel. Vervolgens werd het de huisband van de Hamburgse Groenen. In 1989 ging de band uit elkaar.

## Discografie

### Singles
- 1986: Bruno/SOS

### Ep's
- 1988: TV Rocker

### Albums
- 1986: Soilent Green